# Amami (Arisa)
Amami è il terzo album in studio della cantante italiana Arisa, pubblicato il 15 febbraio 2012 dalla Warner Music Italy.

## Descrizione
Amami ha segnato una svolta netta nella carriera della cantante, pur non separandosi dall'autore dei precedenti lavori Giuseppe Anastasi, apparendo in una veste più matura con canzoni dal clima più intimista rispetto ai toni prevalentemente spensierati dei dischi d'esordio. Nel disco sono comunque presenti due brani ritmati e più conformi al vecchio repertorio, Democrazia e Nel regno di chissà che c'è, contrassegnati comunque da dei testi legati a temi d'attualità e con spunti di riflessione.
In questo disco è proseguito il lavoro della cantante anche nel ruolo di autrice, scrivendo interamente i brani Amami e Missiva d'amore e partecipando alla scrittura di Il tempo che verrà. La produzione è stata affidata al noto musicista Mauro Pagani. Il disco contiene inoltre una nuova versione di Il tempo che verrà, brano già pubblicato nel 2011 nell'EP Arisa per Natale.
L'album ha ottenuto un buon riscontro sul mercato raggiungendo la sesta posizione della classifica degli album più venduti in Italia. Il brano di lancio, La notte, ha invece raggiunto la vetta della classifica dei singoli dopo essere giunto 2º al Festival di Sanremo 2012. Il secondo singolo estratto, L'amore è un'altra cosa, è stato certificato disco d'oro dalla Federazione Industria Musicale Italiana con oltre 15 000 copie vendute. Nel 2017 il brano Democrazia è stato inserito all'interno della colonna sonora del film L'ora legale del duo comico Ficarra e Picone, riarrangiato dai Tinturia e cantato dalla protagonista del film Eleonora De Luca.

## Tracce
Testi e musiche di Giuseppe Anastasi, eccetto dove indicato.
1. Amami – 3:55 (Arisa)
2. Il tempo che verrà – 3:30 (testo: Giuseppe Anastasi, Arisa – musica: Gioni Barbera)
3. La notte – 3:55
4. L'amore è un'altra cosa – 3:43
5. Ci sei e se non ci sei – 3:57
6. Democrazia – 2:30
7. Bene se ti sta bene – 3:25
8. Poi però – 3:21
9. Si vola – 3:51
10. Nel regno di chissà che c'è – 2:44
11. Missiva d'amore – 3:06 (Arisa)

## Formazione
- Arisa – voce
- Mauro Pagani – chitarra elettrica, violino, percussioni, armonica
- Mauro Di Domenico – chitarra classica
- Max Gelsi – basso
- Gioni Barbera – pianoforte, organo
- Walter Porro – fisarmonica
- Vincenzo Vasi – theremin
- Elio Rivagli – batteria
- Edoardo De Angelis – primo violino
- Marco Brioschi – flicorno
- Gabriele Comeglio – sassofono

## Classifiche
| Classifica (2012) | Posizione massima |
| ----------------- | ----------------- |
| Italia            | 6                 |